# City 21
City 21 is een studioalbum van Radio Massacre International, dat verscheen op hun eigen platenlabel Northern Echoes ( en dus niet op Cuneiform Records). City 21 is een bewerking van de door hun geschreven filmmuziek bij de film City 21 van Chris Zelow. De muziek was in eerste instantie bij de film geschreven (moest bijdragen aan het gefilmde), maar later bewerkte RMI het en zij veranderde ook de volgorde, zodat het als album uitgegeven kon worden. Uitgifte van het album werd verricht tijdens het enige concert dat RMI in Engeland gaf in 2011 op 7 mei in Manchester.    

## Musici
- Steve Dinsdale - toetsen en slagwerk;
- Duncan Goddard - toetsen en basgitaar;
- Gary Houghton - toetsen en gitaar.

## Muziek
| Nr. | Titel         | Duur  |
| --- | ------------- | ----- |
| 1.  | Intro-hawes   | 11:40 |
| 2.  | City plans    | 1:40  |
| 3.  | Interlude 1   | 1:04  |
| 4.  | Earthrise     | 3:37  |
| 5.  | Lighthouse    | 3:02  |
| 6.  | Green futures | 1:37  |
| 7.  | Open city     | 3:50  |
| 8.  | Damanhur      | 12:56 |
| 9.  | Iceland       | 6:08  |
| 10. | Interlude 2   | 1:23  |
| 11. | Findhorn      | 8:14  |
| 12. | End titles    | 9:05  |